# Adieu de Gaulle, adieu

Adieu de Gaulle, adieu est un téléfilm français réalisé par Laurent Herbiet, réalisé en 2008 et diffusé le 20 avril 2009 sur Canal+.

## Synopsis
Paris, l'Élysée… Mai 1968. Charles de Gaulle, déjà une légende dans l'histoire de France, doit faire face aux « événements » et à une jeunesse avide de vie et de libéralisation. La fermeté prônée par le Général n'arrange rien au désordre étudiant qui persiste et s'étend à la France entière. Au plus fort de la crise, ébranlé et abandonné, de Gaulle « fuit » mystérieusement à Baden-Baden.

## Fiche technique
- Titre : Adieu de Gaulle, adieu
- Réalisation : Laurent Herbiet
- Scénario : Laurent Herbiet et Nathalie Hertzberg
- Décors : Jean-Michel Ducourty
- Costumes : Patrick Lebreton
- Image : Dominique Bouilleret
- Son : Jean-Marie Blondel
- Montage : Stéphane Mazalaigue
- Production : Richard Djoudi, Isabelle Degeorges
- Sociétés de production : Mordicus Productions, Image & Cie
- Durée : 90 minutes
- Date de première diffusion :  France : 20 avril 2009 sur Canal+

## Distribution
- Pierre Vernier : Charles de Gaulle
- Didier Bezace : Georges Pompidou
- Frédéric Pierrot : François Flohic
- Guillaume Gallienne : Bernard Tricot
- Catherine Arditi : Yvonne de Gaulle
- Gérald Laroche : Michel Jobert
- Éric Caravaca : Alain Peyrefitte
- Arnaud Ducret : Jacques Chirac
- Maxime Leroux : Christian Fouchet
- Jean-Marie Winling : Jacques Foccart
- Delphine Rich : Claude Pompidou
- Virginia Anderson : Henriette de Gaulle
- Serge Riaboukine : Jacques Massu
- Georges Siatidis : Philippe de Gaulle
- Isabelle Tanakil : Suzanne Massu
- Franck Pitiot : le général Mathon
- Paul Crauchet : le vieux jardinier

## Distinctions
Récompenses
- Festival TV de Luchon :
  - grand prix ;
  - prix d'interprétation masculine pour Pierre Vernier.
- Festival de Monte-Carlo 2010 : meilleur comédien.

Nominations
- Festival de Monte-Carlo 2010 : meilleur film et meilleure réalisation.
- Lauriers du Sénat 2010 : meilleure fiction.

## Autour du film
Le tournage a eu lieu dans le département des Yvelines, à Paris (dans les commissariats des 5e, 7e et 9earrondissement) et à l'aéroport du Bourget. Il a également eu lieu au haras de la Maison Blanche, à Lésigny dans le département de Seine-et-Marne.